# مستشفى نجع حمادي العام
مستشفى نجع حمادي العام هي مستشفي في نجع حمادي، قنا، مصر.

## الوصف
مستشفى نجع حمادي العام علي مساحة 3800م2، بطاقة 173 سريرًا، ويتكون من طابق أرضى و6 أدوار مكررة، حيث يحتوي الدور الأرضي علي (الطوارئ - الأشعة - صيدليات - شبكة الغازات - المطبخ - المغسلة - المشرحة - النفايات - مخازن)، بينما يحتوي الدور الأول علوي علي قسم الغسيل الكلوى، ويضم 31 ماكينة، وقسم العيادات الخارجية ويضم (28 عيادة - 2 صيدلية) وقسم المناظير، ويحتوي الدور الثاني علي قسم إقامة مرضي بطاقة 20 سرير ومدرسة تمريض وجناح الحروق وغرفة عمليات سريعة والإدارة العامة وخدمات، ويحتوي الدور الثالث علي قسم الولادة وقسم الحضانات (11 حضانة مبتسرين - 14 سرير ولادة حديثة وسرير للعزل) وقسم النساء والولادة (2 ولادة طبيعية - 18 سرير إقامة نساء وولادة) وسكن أطباء وقسم الصدر، ويحتوي الدور الرابع علي قسم إقامة المرضى (51 سرير إقامة تخصصات) و2 قاعة تدريب، ويحتوي الدور الخامس علي قسم العمليات (5 غرف عمليات متنوعة - 8 أسرة إفاقة - 2 أسرة تحضير) قسم التعقيم المركزي والعناية المركزة (11 سريرًا - سرير عزل).

## أنظر أيضاً
- مستشفي دشنا العام
- مستشفي قنا الجديدة